# Andy Andreoff
Andrew „Andy“ Andreoff (* 17. Mai 1991 in Pickering, Ontario) ist ein kanadischer Eishockeyspieler, der seit Juli 2025 bei den ZSC Lions aus der Schweizer National League unter Vertrag steht. Zuvor verbrachte der Center bzw. linke Flügelstürmer unter anderem sechs Jahre in der Organisation der Los Angeles Kings sowie kurze Phasen bei den Tampa Bay Lightning, Philadelphia Flyers und New York Islanders in der National Hockey League (NHL).

## Karriere
Andy Andreoff wurde in Pickering geboren und spielte in seiner Jugend für die in seiner Heimatstadt ansässigen Pickering Panthers. In der Priority Selection der Ontario Hockey League (OHL) wurde er 2007 an 90. Position von den Oshawa Generals ausgewählt, für die er in der Saison 2007/08 in der OHL debütierte. Nach zwei durchschnittlichen Jahren gelangen dem Angreifer in der Spielzeit 2010/11 mit 33 Toren und 42 Vorlagen persönliche Bestwerte, wobei er Rang zwei der teaminternen Scorerliste belegte. Im Anschluss wurde er im NHL Entry Draft 2011 an 80. Position von den Los Angeles Kings ausgewählt, wobei Andreoff bereits in den beiden Jahrgängen zuvor für den Draft verfügbar gewesen wäre. Im Oktober gleichen Jahres unterzeichnete er bei den Kings einen Einstiegsvertrag, beendete jedoch vorerst die OHL-Saison in Oshawa, ehe er für das Farmteam der Kings, die Manchester Monarchs, in der American Hockey League (AHL) debütierte.
In den folgenden zwei Jahren etablierte sich Andreoff als klassischer Enforcer in der AHL, so führte er die Monarchs in beiden Spielzeiten in Strafminuten an. Nachdem sein Vertrag im Sommer 2014 um ein Jahr verlängert wurde, verbrachte der Angreifer die folgende Saison 2014/15 erstmals hauptsächlich im Kader der Los Angeles Kings, kam jedoch in der National Hockey League (NHL) nur unregelmäßig zum Einsatz. Erst in der Folgesaison, nachdem er einen neuen Zweijahresvertrag unterzeichnet hatte, etablierte sich Andreoff endgültig im NHL-Aufgebot der Kings und kam auf 60 Spiele, in denen er acht Tore und zwei Vorlagen beisteuerte.
Nach sechs Jahren in der Organisation der Kings wurde Andreoff im Juni 2018 im Tausch für Peter Budaj an die Tampa Bay Lightning abgegeben. Von dort wechselte er nach einem Jahr ohne NHL-Einsatz im Juli 2019 als Free Agent zu den Philadelphia Flyers. In gleicher Weise schloss er sich im September 2021 den New York Islanders an. Dort wiederum wurde sein Vertrag nach der Saison 2022/23 in beidseitigem Einvernehmen aufgelöst und der Stürmer schloss sich dem HK Sibir Nowosibirsk aus der Kontinentalen Hockey-Liga (KHL) an. In der KHL war der Kanadier zwei Jahre lang aktiv. Im Juli 2025 wechselte Andreoff zu den ZSC Lions in die Schweizer National League.

## Erfolge und Auszeichnungen
- 2023 Willie Marshall Award

## Karrierestatistik
Stand: Ende der Saison 2024/25
(Legende zur Spielerstatistik: Sp oder GP = absolvierte Spiele; T oder G = erzielte Tore; V oder A = erzielte Assists; Pkt oder Pts = erzielte Scorerpunkte; SM oder PIM = erhaltene Strafminuten; +/− = Plus/Minus-Bilanz; PP = erzielte Überzahltore; SH = erzielte Unterzahltore; GW = erzielte Siegtore; 1 Play-downs/Relegation; Kursiv: Statistik nicht vollständig)